# What If...?
What If...? (prt: E Se...?; bra: What If...?) é uma série antológica animada estadunidense criada para o Disney+ por Ashley C. Bradley, baseada na série de mesmo nome da Marvel Comics. É a quarta série televisiva do Universo Cinematográfico Marvel (UCM) produzida pelo Marvel Studios, e a primeira série animada do estúdio da Marvel Studios Animation. A série explora linhas do tempo alternativas do multiverso que mostram o que aconteceria se os principais momentos dos filmes do UCM ocorressem de forma diferente. Bradley é roteirista principal nas duas primeiras temporadas, com Matthew Chauncey na terceira e Bryan Andrews como diretor principal.
Jeffrey Wright estrela como Uatu, o Vigia, personagem que narra a série, ao lado de vários atores dos filmes do UCM reprisando seus papéis. A Marvel Studios estava desenvolvendo a série para o Disney+ no final de 2018, com Bradley e Andrews a bordo. Foi anunciada oficialmente em abril de 2019. O chefe de desenvolvimento visual do Marvel Studios, Ryan Meinerding, ajudou a definir o estilo de animação cel shading da série, que foi projetado para refletir os filmes e se inspirar em ilustradores americanos clássicos. A animação da série foi fornecida pela Flying Bark Productions e Stellar Creative Lab, com Blue Spirit e Squeeze também fornecendo animação na primeira temporada e SDFX Studios também animando na segunda temporada. Stephan Franck atuou como chefe de animação na primeira temporada, assim como diretor na segunda temporada, com Scott Wright como chefe de animação na segunda. Chauncey, que foi o editor da história da série, substituiu Bradley como roteirista principal da terceira temporada.
A primeira temporada de What If ...? estreou em 11 de agosto de 2021 e consistiu em nove episódios até 6 de outubro como parte da Fase Quatro do UCM. A segunda temporada estreou em 22 de dezembro de 2023, como parte da Fase Cinco, e lançou seus nove episódios diariamente até 30 de dezembro. A série recebeu avaliações geralmente positivas, com elogios à dublagem, animação, histórias criativas e cenários, embora a duração e a escrita dos episódios tenham recebido algumas críticas. Uma terceira temporada e uma série spin-off chamada Marvel Zombies, baseada em um dos episódios de What If...?, estão em desenvolvimento.

## Sinopse
Após a criação do multiverso no final da primeira temporada de Loki, What If ...? explora as várias linhas do tempo alternativas do multiverso em que os principais momentos dos filmes do Universo Cinematográfico Marvel ocorrem de forma diferente, conforme observado pelo Vigia. Na segunda temporada, após a formação dos Guardiões do Multiverso, o Vigia continua a explorar mundos mais estranhos, conhecendo novos heróis e mantendo o multiverso seguro.

## Episódios
| Temporada | Temporada | Episódios | Episódios | Originalmente lançado  | Originalmente lançado  |
| Temporada | Temporada | Episódios | Episódios | Estreia da temporada   | Final da temporada     |
| --------- | --------- | --------- | --------- | ---------------------- | ---------------------- |
|           | 1         | 9         | 9         | 11 de agosto de 2021   | 6 de outubro de 2021   |
|           | 2         | 9         | 9         | 22 de dezembro de 2023 | 30 de dezembro de 2023 |
|           | 3         | 8         | 8         | 22 de dezembro de 2024 | 29 de dezembro de 2024 |

### 1ª Temporada (2021)
| N.º | Título                                                         | Dirigido por  | Escrito por                     | Exibição original      |
| --- | -------------------------------------------------------------- | ------------- | ------------------------------- | ---------------------- |
| 1   | "What If… Captain Carter Were The First Avenger?"              | Bryan Andrews | A.C. Bradley                    | 11 de agosto de 2021   |
| 2   | "What If… T'Challa Became a Star-Lord?"                        | Bryan Andrews | Matthew Chauncey                | 18 de agosto de 2021   |
| 3   | "What If… the World Lost Its Mightiest Heroes?"                | Bryan Andrews | A.C. Bradley e Matthew Chauncey | 25 de agosto de 2021   |
| 4   | "What If… Doctor Strange Lost His Heart Instead of His Hands?" | Bryan Andrews | A.C. Bradley                    | 1 de setembro de 2021  |
| 5   | "What If… Zombies?!"                                           | Bryan Andrews | Matthew Chauncey                | 8 de setembro de 2021  |
| 6   | "What If… Killmonger Rescued Tony Stark?"                      | Bryan Andrews | Matthew Chauncey                | 15 de setembro de 2021 |
| 7   | "What If… Thor Was An Only Child?"                             | Bryan Andrews | A.C. Bradley                    | 22 de setembro de 2021 |
| 8   | "What If… Ultron Won?"                                         | Bryan Andrews | Matthew Chauncey                | 29 de setembro de 2021 |
| 9   | "What If… The Watcher Broke His Oath?"                         | Bryan Andrews | A.C. Bradley                    | 6 de outubro de 2021   |

### 2ª Temporada (2023)
| N.º | Título                                                      | Dirigido por   | Escrito por                      | Exibição original      |
| --- | ----------------------------------------------------------- | -------------- | -------------------------------- | ---------------------- |
| 1   | "What If... Nebula Joined the Nova Corps?"                  | Stephan Franck | Matthew Chauncey                 | 22 de dezembro de 2023 |
| 2   | "What If... Peter Quill Attacked Earth's Mightiest Heroes?" | Bryan Andrews  | Matthew Chauncey                 | 23 de dezembro de 2023 |
| 3   | "What If... Happy Hogan Saved Christmas?"                   | Bryan Andrews  | A. C. Bradley & Matthew Chauncey | 24 de dezembro de 2023 |
| 4   | "What If... Iron Man Crashed Into the Grandmaster?"         | Bryan Andrews  | A. C. Bradley                    | 25 de dezembro de 2023 |
| 5   | "What If... Captain Carter Fought the Hydra Stomper?"       | Bryan Andrews  | A. C. Bradley                    | 26 de dezembro de 2023 |
| 6   | "What If... Kahhori Reshaped the World?"                    | Bryan Andrews  | Ryan Little                      | 27 de dezembro de 2023 |
| 7   | "What If... Hela Found the Ten Rings?"                      | Bryan Andrews  | Matthew Chauncey                 | 28 de dezembro de 2023 |
| 8   | "What If... The Avengers Assemble in 1602?"                 | Bryan Andrews  | A. C. Bradley & Ryan Little      | 29 de dezembro de 2023 |
| 9   | "What If... Supreme Strange Intervened?"                    | Bryan Andrews  | Matthew Chauncey                 | 30 de dezembro de 2023 |

### 3ª Temporada (2024)
| N.º | Título                                                    | Dirigido por                   | Escrito por                                                    | Exibição original      |
| --- | --------------------------------------------------------- | ------------------------------ | -------------------------------------------------------------- | ---------------------- |
| 1   | "What If... the Hulk Fought the Mech Avengers?"           | Stephan Franck                 | Ryan Little (roteiro) A. C. Bradley e Bryan Andrews (história) | 22 de dezembro de 2024 |
| 2   | "What If... Agatha Went to Hollywood?"                    | Bryan Andrews                  | Bryan Andrews, Matthew Chauncey e Ryan Little                  | 23 de dezembro de 2024 |
| 3   | "What If... the Red Guardian Stopped the Winter Soldier?" | Bryan Andrews                  | A. C. Bradley                                                  | 24 de dezembro de 2024 |
| 4   | "What If... Howard the Duck Got Hitched?"                 | Stephan Franck                 | Bryan Andrews, Matthew Chauncey, e Ryan Little                 | 25 de dezembro de 2024 |
| 5   | "What If... the Emergence Destroyed the Earth?"           | Stephan Franck                 | Bryan Andrews, Matthew Chauncey, e Ryan Little                 | 26 de dezembro de 2024 |
| 6   | "What If... 1872?"                                        | Stephan Franck e Bryan Andrews | Bryan Andrews, Matthew Chauncey, e Ryan Little                 | 27 de dezembro de 2024 |
| 7   | "What If... the Watcher Disappeared?"                     | Stephan Franck                 | Bryan Andrews, Matthew Chauncey, e Ryan Little                 | 28 de dezembro de 2024 |
| 8   | "What If... What If?"                                     | Bryan Andrews                  | Bryan Andrews, Matthew Chauncey, e Ryan Little                 | 29 de dezembro de 2024 |

## Elenco e personagens
A série é narrada por Jeffrey Wright como O Vigia, um membro da raça extraterrestre Vigilante, que observa o multiverso, em um papel similar ao de Rod Serling em The Twilight Zone. A roteirista principal A.C. Bradley disse que o Vigia está "acima de tudo" e comparou o personagem a um espectador assistindo ao vídeo "pizza rat", observando e não interferindo, sem "nenhum interesse em fazer amizade com o rato, viver com o rato ou fazer coisas com o rato... Essa é a relação do Vigia com a humanidade".  O produtor executivo Brad Winderbaum sentiu que a performance vocal de Wright inspirou um senso de humanidade ao explicar coisas sobre os episódios, e Bradley explicou que Wright foi escalado porque sua voz mistura poder, carisma e autoridade com uma "personalidade calorosa". Wright abordou o personagem de forma semelhante a um papel em live-action, aprendendo o máximo que podia sobre o Vigia para que sua voz refletisse a "presença excepcionalmente poderosa, onipresente e inteligente" do personagem. Wright escolheu um sotaque americano contemporâneo em vez de fazer o personagem soar como "um cara velho e antipático educado em Oxford em um salão de tudor em algum lugar", e, além de pesquisar as aparições dos quadrinhos do personagem, Wright se inspirou no tom, no visual e na animação da série ao desenvolver a voz do personagem. Para a segunda temporada, Wright foi capaz de ver como seu desempenho combinava com a animação dos episódios da primeira temporada, permitindo-lhe fazer alguns ajustes em seu desempenho, como adicionar "um pouco mais de mistério à voz e um pouco mais de distância" para ter ainda mais a noção de que o Vigia "não está totalmente presente". A terceira temporada explora ainda mais a humanidade do personagem, com Winderbaum chamando-a de "culminância gratificante" para o personagem, e dizendo que o Vigia "se apresenta como indiferente e frio, e apenas um observador, mas ele se importa mais do que todos". O nome dos quadrinhos "Uatu" não é usado na série porque isso implicaria que havia mais de um assistindo aos eventos da série, enquanto Bradley, em vez disso, queria se concentrar na narrativa do "Vigia" observando os diferentes personagens e realidades e como isso o afeta.:12:04–13:35
Mais de 50 atores do MCU reprisam seus papéis na primeira temporada,:2 enquanto mais de 30 reprisam seus papéis na segunda temporada.

## Produção

### Desenvolvimento

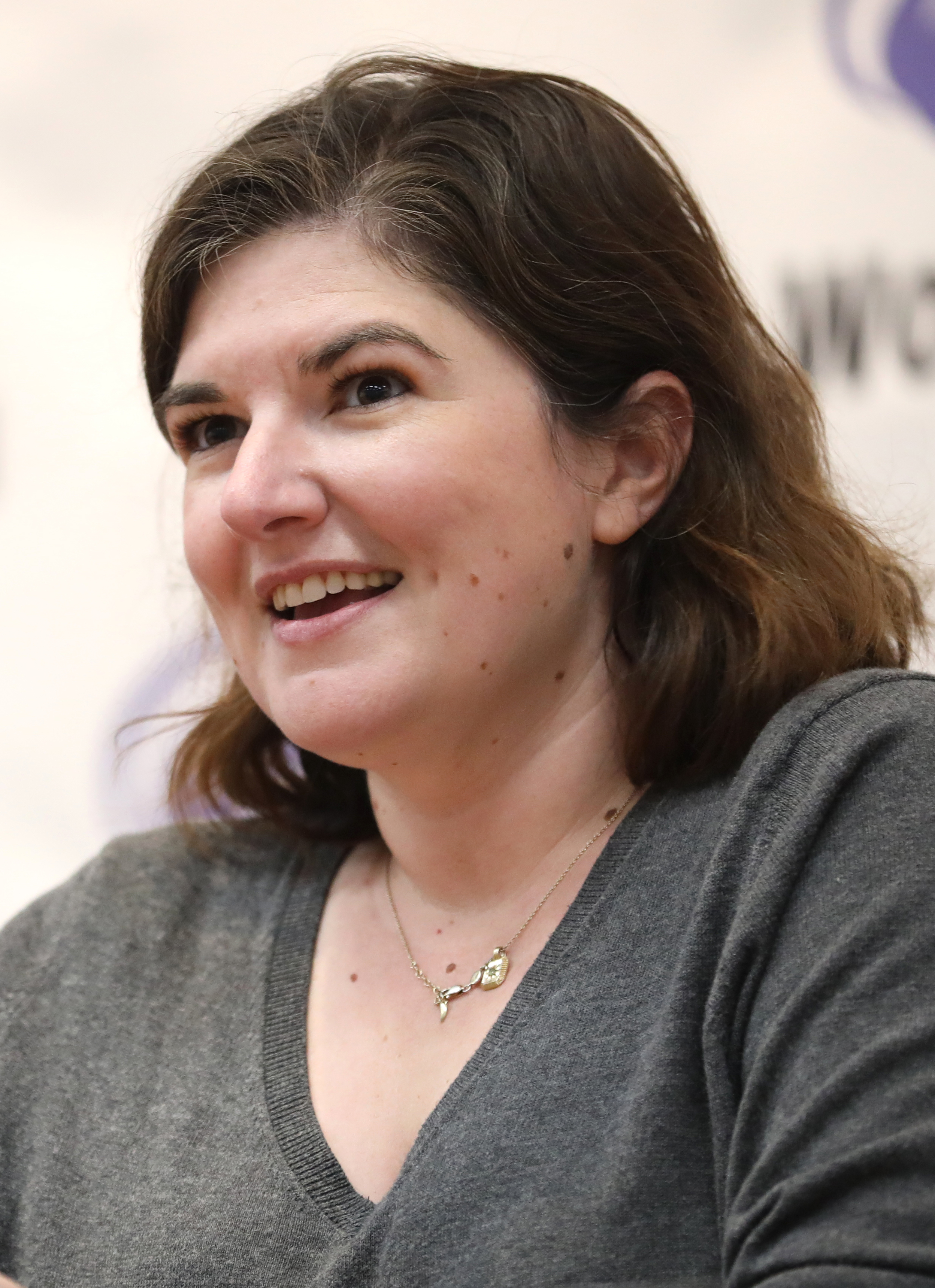
A. C. Bradley, a criadora e roteirista principal de What If...?.

Em setembro de 2018, a Marvel Studios estava desenvolvendo várias séries para o serviço de streaming da Disney, o Disney+; O presidente da Marvel Studios, Kevin Feige, deveria ter um "papel prático" no desenvolvimento de cada série, com foco em "manipular" os atores que reprisariam seus papéis nos filmes. Uma delas foi uma série animada para o Disney+ baseada nos quadrinhos da Marvel Comics, What If ...?. A série antológica, que seria produzida por Feige, exploraria como o UCM seria alterado se certos eventos tivessem ocorrido de forma diferente, como se Loki empunhasse o martelo Mjölnir de Thor. A esperança era ter os atores que retratam os personagens nos filmes dublando na série também. A.C. Bradley foi sugerida para a série pelo executivo do Marvel Studios, Jonathan Schwartz, depois de apresentar uma proposta de roteiro sem sucesso para Captain Marvel (2019). Bradley estava ansiosa para escrever um filme da Marvel devido ao seu amor por eles, e sentiu que What If ...? foi sua oportunidade de criar um "pequeno universo" de histórias da Marvel. Ela ingressou em outubro de 2018, depois que o Marvel Studios ficou impressionado com o fato de algumas de suas propostas serem conceitos que eles estavam planejando para os filmes. Bryan Andrews, que trabalhou como artista de storyboard em muitas das principais sequências de ação dos filmes do UCM, encontrou-se com Brad Winderbaum, o executivo do Marvel Studios encarregado da série, para dicutir sobre dirigir a série já em 2018. Bradley e Andrews foram oficialmente anunciados em seus cargos em agosto de 2019.
Em abril de 2019, a Disney e a Marvel anunciaram oficialmente a série. What If ... tinha sido discutida pelo Marvel Studios para ser adaptada no passado, mas o estúdio optou por criá-la após a conclusão da Saga do Infinito, uma vez que eles tinham enredos suficientes para apresentar opções de ideias. Fazer a série animada permitiu ao estúdio explorar todas essas ideias "sem limites". Winderbaum disse que não foi por acaso que a série foi programada para ser lançada logo após o final da primeira temporada de Loki, que apresentou o multiverso, com What If ...? explorando facetas do multiverso de uma forma que Winderbaum acreditava que tornava a série tão importante quanto qualquer outra propriedade do UCM; Bradley confirmou que todos os episódios da série são canônicos para o multiverso do UCM, com a maioria dos episódios acontecendo em seu próprio universo. A equipe criativa de What If ...? encontrou-se com os produtores executivos de Loki, Stephen Broussard e Kevin Wright, bem como com a co-produtora executiva de WandaVision (2021), Mary Livanos, para estabelecer um "livro de regras" sobre o multiverso, seus prazos de ramificação e eventos nexus.
Os produtores executivos da série incluem Winderbaum, Feige, Louis D'Esposito, Victoria Alonso, Andrews e Bradley, com Carrie Wassenaar produzindo, e Danielle Costa e Dana Vasquez-Eberhardt ingressam como produtoras na segunda temporada. Os episódios têm aproximadamente 30 minutos de duração, embora a Marvel Studios tenha dito originalmente a Bradley e Andrews que planejassem episódios de 35 a 40 minutos; problemas iniciais de produção da série resultaram na redução do tempo de execução. Em dezembro de 2019, Feige revelou que a primeira temporada consistiria em 10 episódios, e que o trabalho já havia começado em uma segunda temporada de 10 episódios. No entanto, devido aos atrasos na produção causados pela pandemia de COVID-19, o décimo episódio da primeira temporada não foi concluído a tempo e passou para a segunda temporada; a segunda temporada também foi reduzida para nove episódios. O trabalho em uma terceira temporada começou em julho de 2022, quando Bradley revelou que a segunda temporada era seu projeto final com a Marvel Studios. O editor de história Matthew Chauncey assume como roteirista principal da terceira temporada. Um episódio centrado no Guardião Vermelho escrito por Bradley e planejado para a segunda temporada aparecerá na terceira.
Em julho de 2021, antes do lançamento de What If...?, Alonso observou que a Marvel Studios estava criando um "ramo de animação e mini estúdio", conhecido como Marvel Studios Animation, para se concentrar em mais conteúdo animado além de What If...?. Durante o painel da Marvel Studios Animation na San Diego Comic-Con 2022, What If...? e os outros projetos discutidos foram apresentados como parte do "Multiverso Animado da Marvel".

### Roteiro
Feige explicou com o anúncio da série que os eventos que seriam representados como alterados seriam "momentos cruciais" de todo o UCM. Winderbaum sentiu que era "criativamente saudável" pensar em What If ...? como seu próprio mundo paralelo que "vive e respira em seus próprios termos" e não precisava ter adaptações exatas do UCM principal ou dos quadrinhos. Ele acrescentou que foi libertador trabalhar dentro do conceito de multiverso porque a série poderia assumir maiores riscos ou oportunidades que outros projetos do UCM não têm quando estão preocupados com a conexão com as futuras produções. Alonso disse que a série foi uma oportunidade de apresentar mais diversidade ao UCM e aproveitar os mais de 6.000 personagens aos quais o Marvel Studios teve acesso. Os personagens da Marvel Comics que ainda não apareceram no UCM não aparecem na série, mas os roteiristas consideraram a criação de novos personagens se isso ajudasse a história. Por exemplo, Sam Wilson / Capitão América não pôde ser incluído nas duas primeiras temporadas porque os roteiros foram escritos antes de The Falcon and the Winter Soldier (2021) ir ao ar, com Bradley observando que "faz sentido, você deixa o personagem viver em live-action primeiro e depois vai brincar no multiverso"; O Capitão América de Wilson aparecerá na terceira temporada. Em relação aos novos personagens, isso foi feito pela primeira vez na segunda temporada com a introdução de Kahhori, uma jovem Mohawk em uma linha do tempo alternativa que busca descobrir seus novos poderes após o Tesseract aterrissar na Confederação Haudenosaunee, na América pré-colonial onde a colonização europeia não ocorreu.
A escrita para a primeira temporada começou em 2018, com os arcos de história da segunda temporada concebidos durante sessões de brainstorming em 2019, antes de escrever para a temporada entre janeiro e outubro de 2020. Cada episódio tinha um roteiro de aproximadamente 40 páginas quando foi escrito pela primeira vez. Devido à longa produção da animação, não houve oportunidade para que as reações do público à primeira temporada impactassem o trabalho dos criativos na segunda temporada. Alguns dos 30 conceitos iniciais que não foram escolhidos para a primeira temporada também aparecerão nas temporadas futuras. Bradley afirmou que a primeira temporada foi solicitada para destacar os personagens "headliner", como Tony Stark, Pantera Negra e Doutor Estranho, assim como explorar apenas conceitos “e se” para histórias da Saga do Infinito; por isso, os personagens da Fase Quatro não aparecem até a segunda temporada, com Bradley e os roteiristas também se concentrando mais nos personagens de segunda linha da franquia, como Nebula, Darcy e Hela. Andrews observou que após a primeira temporada, em que o conceito "e se" fossem apenas pequenas mudanças em relação ao que estava estabelecido, as temporadas posteriores foram capazes de "expandir" além desses pequenos momentos e "ficar um pouco mais malucos". Enquanto os roteiristas estavam desenvolvendo os roteiros, eles perceberam que a Capitã Carter "iria borbulhar e se tornaria mais importante" ao lado do Vigia, e eles decidiram revisitar sua história em todas as temporadas futuras.
Cada episódio e seu enredo alternativo são introduzidos pelo Vigia, apresentando-o como "um conto preventivo no espírito de The Twilight Zone". Os tons dos episódios variam, com alguns sendo mais sombrios ou mais divertidos do que os filmes do UCM. Apesar do formato de antologia da série, os roteiristas conceberam um dispositivo de história para a primeira temporada que lhes permitiu ter alguma conectividade entre os episódios; isso começa a ser revelado no oitavo episódio da temporada antes do final no nono, que viu a formação dos Guardiões do Multiverso, cujos membros eram os diversos personagens apresentados nos episódios anteriores. Junto com a Capitã Carter, alguns dos elementos do enredo da primeira temporada com Doutor Estranho Supremo e o Vigia continuam na segunda temporada, com Estranho Supremo se tornando o vilão da temporada.

### Elenco e Gravação de voz

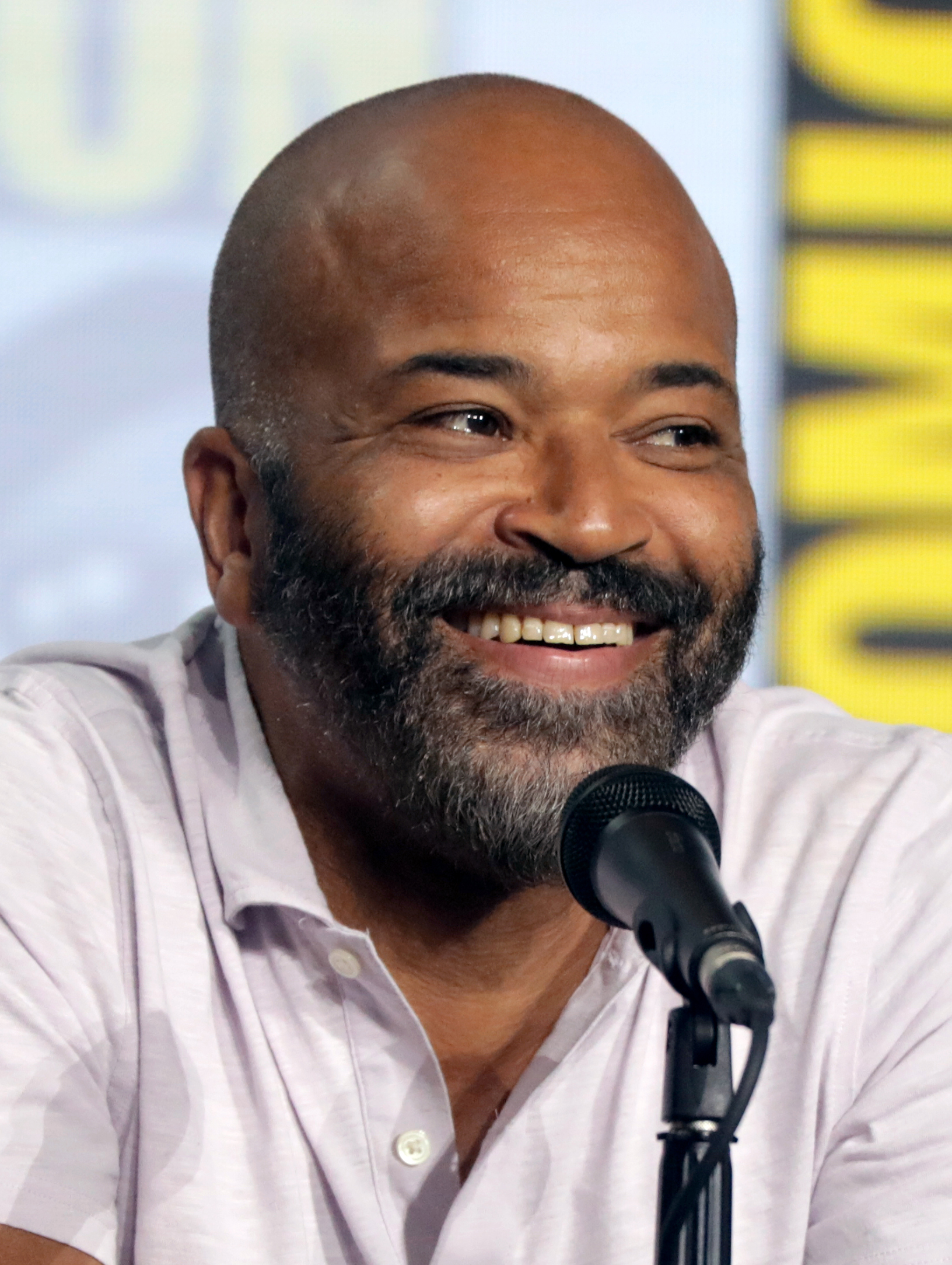
Jeffrey Wright é Uatu, o Vigia, narrador da série

O plano da Marvel para a série era fazer com que os atores que interpretam personagens nos filmes do UCM reprisassem seus papéis na série, com mais de 50 aparecendo. Feige revelou metade desses atores na San Diego Comic-Con em julho de 2019, junto com Jeffrey Wright escolhido como o Vigia, personagem que narra a série. Os atores adicionais reprisando seus papéis na primeira temporada foram revelados em agosto de 2021. Vários personagens da série são dublados por atores diferentes daqueles que os retrataram nos filmes do MCU. Winderbaum atribuiu algumas das substituições a conflitos de agenda com os atores originais, e explicou que os criativos não queriam que a série fosse "definida pelos atores que pensamos que poderíamos ter". Ao escolher substitutos, eles procuraram priorizar a peformance na série em vez de um ator que soasse igual ao original. Winderbaum sentiu que a exploração do multiverso pela série deu uma "justificativa cerebral" para os diferentes atores. Mais de 30 atores do MCU reprisam seus papéis na segunda temporada, com alguns dos diferentes dubladores reescalados reprisando seus papéis da primeira temporada.

### Animação

A série apresenta um estilo de animação cel-shaded, com semelhanças de personagens baseadas nos atores dos filmes como Hayley Atwell como Capitã Carter. Durante a escrita da primeira temporada, a Capitã Carter surgiu como uma personagem proeminente que aparecerá em cada temporada subsequente.

A série apresenta o estilo de animação Cel shading, com semelhanças dos personagens baseadas nos atores dos filmes. Ryan Meinerding, chefe de desenvolvimento visual da Marvel Studios, desenvolveu o estilo de animação da série com Andrews. Eles consideraram o uso de um estilo baseado na arte dos quadrinhos de Jack Kirby ou Steve Ditko, mas eventualmente escolheram um design inspirado em ilustradores americanos clássicos, como J. C. Leyendecker, Norman Rockwell, Tom Lovell e Mead Schaeffer. Andrews explicou que isso resultou em um "tipo de aparência heróica, hiperrealizada e superidealizada que parece icônica", embora não seja "forçada ou caricatural", enquanto Meinerding sentiu que esta era uma abordagem única para traduzir super-heróis cinematográficos em animação que aproveitou a estilização da mídia sem perder o sentimento realista, "monumental e poderoso" dos filmes. Lady and the Tramp (1955) também foi analisado porque não tem "linhas duras" e foi "lindamente colorido". A animação 2D tradicional foi considerada, mas foi descartada quando a Marvel não conseguiu encontrar estúdios que pudessem fazer o trabalho necessário. Em vez disso, a animação é "2.5D", com modelos 3D renderizados com iluminação 2D para parecerem desenhos planos. Andrews aproveitou a oportunidade de misturar seu conhecimento de animação com o MCU, acreditando que havia "uma vergonha de riqueza" na narrativa que eles conseguiram realizar.
Alonso disse que a mídia de animação permitiu que o Marvel Studios trabalhasse com novas empresas em todo o mundo. A Blue Spirit trabalhou em dois episódios da primeira temporada, com a Squeeze encarregada da animação de quatro episódios, a Flying Bark Productions trabalhando em quatro, e a Stellar Creative Lab trabalhando em um. Stephan Franck é o chefe de animação na primeira temporada. A Flying Bark Productions e a Stellar Creative Lab retornaram para a segunda temporada trabalhando em quatro e dois episódios, respectivamente, e se juntam aos SDFX Studios que trabalharam em três episódios. Scott Wright é o supervisor de animação durante a maior parte da temporada, com Franck se juntando a Wright no quarto episódio, e servindo como único supervisor no quinto.
A sequência do título de abertura da série foi desenhada pela Perception, que procurou enfatizar os temas da série exibindo "a beleza e a ideia de espaço". A sequência se inspira no trabalho do artista de pôsteres de filmes Bob Peak, particularmente em sua arte para Star Trek: The Motion Picture (1979) e Excalibur (1981), e usa imagens de vidro quebrando para simbolizar a ramificação da Linha do Tempo Sagrada.

## Trilha sonora
Em outubro de 2020, Laura Karpman foi escolhida para compor a trilha sonora para a série, que ela chamou de "o playground perfeito para o compositor", já que era possível usar as composições existentes do UCM, mas também se desviar delas. Karpman e os produtores foram inspirados pela abordagem de Alan Silvestri para a trilha sonora de Avengers: Endgame sobre como incorporar músicas existentes de diferentes filmes do UCM. Ela explicou que Silvestri combinou sua própria música com os temas de outros compositores e, geralmente, apenas tocou em elementos diferentes da música existente, então sua abordagem para a série tornou-se "toque [temas existentes], e prossiga". Karpman teve acesso às partituras e gravações de trilhas anteriores do UCM, mas também adaptou alguns elementos de ouvido. Para cada episódio, ela observou como a história se alinhava com o UCM, como se desviava do UCM, e o que a própria história exigia musicalmente.
Ao escrever o tema principal da série, Karpman sabia que a sequência de abertura apresentaria imagens de vidro estilhaçado. Ela gravou o som de vidro quebrando e o manipulou para criar efeitos sonoros que foram adicionados ao tema. A melodia principal é tocada em uma trompa francesa, com Karpman cantando ao fundo como uma referência às trilhas sonoras de ficção científica dos anos 1960 que apresentavam vocalistas femininas. Coro adicional também é usado no tema principal, cantando frases ao contrário como "what if", "Marvel" e "Stan Lee". Os álbuns da trilha sonora de cada episódio da primeira temporada, com a trilha sonora de Karpman, foram lançados digitalmente pela Marvel Music e Hollywood Records de 13 de agosto a 13 de outubro.
Para a segunda temporada, Karpman foi acompanhada por sua esposa Nora Kroll-Rosenbaum. Um EP de cinco faixas para o terceiro episódio ("What If... Happy Hogan Saved Christmas?") foi lançado digitalmente em 15 de dezembro de 2023. Um álbum de trilha sonora da temporada com seleções da trilha sonora de Karpman e Kroll-Rosenbaum foi lançado digitalmente pela Hollywood Records e Marvel Music em 5 de janeiro de 2024.

## Lançamento
What If...? estreou no Disney+ em 11 de agosto de 2021; A primeira temporada consiste em nove episódios que foram lançados semanalmente até 6 de outubro. Faz parte da Fase Quatro do UCM. A segunda temporada estreou em 22 de dezembro de 2023, e lançou seus nove episódios diariamente até 30 de dezembro. Faz parte da Fase Cinco. Winderbaum disse que era sua intenção lançar uma nova temporada de What If ...? anualmente.

## Recepção

### Crítica
| Temporada | Rotten Tomatoes      | Metacritic         |
| --------- | -------------------- | ------------------ |
| 1         | 94% (104 avaliações) | 69 (16 avaliações) |
| 2         | 88% (26 avaliações)  | 79 (7 avaliações)  |

O site agregador de avaliações, Rotten Tomatoes, relata uma taxa de aprovação de 85% com uma classificação média de 7,40 / 10, com base em 52 resenhas da primeira temporada. O consenso crítico do site diz: "What If ...? Pode não acrescentar muito à narrativa do UCM, mas surpreendentes interpretações sobre personagens amados e algumas das melhores sequências de ação em toda a franquia contribuem para uma visualização envolvente". O Metacritic, que usa uma média ponderada, atribuiu à primeira temporada uma pontuação de 68 em 100 com base em 10 críticos, indicando "críticas geralmente favoráveis".
A segunda temporada tem 88% de aprovação no Rotten Tomatoes, com base em 26 avaliações, com nota média de 7,7/10. No Metacritic, que atribui uma classificação média ponderada, a segunda temporada recebeu uma pontuação média de 79 em 100, com base em 7 avaliações, indicando "geralmente favorável".

### Reconhecimentos
| Prêmio                                  | Data da cerimonia       | Categoria                                                 | Indicado(s)                                                                                                 | Resultado | Ref(s)        |
| --------------------------------------- | ----------------------- | --------------------------------------------------------- | --- | --------- | ------------- |
| American Cinema Editors Eddie Awards    | 5 de março de 2022      | Melhor animação editada (Não-cinemática)                  | Graham Fisher e Joel Fisher (por "What If... Ultron Won?")                                                  | Indicado  | [ 91 ]        |
| Annie Awards                            | 12 de março de 2022     | Melhor edição – TV/Media                                  | Joel Fisher, Graham Fisher, Sharia Davis, Basuki Juwono and Adam Spieckerman (for "What If... Ultron Won?") | Venceu    | [ 92 ]        |
| Critics' Choice Television Awards       | 13 de março de 2022     | Melhor série de animação                                  | What If...?                                                                                                 | Venceu    | [ 93 ]        |
| Golden Reel Awards                      | 13 de março de 2022     | Melhor edição de som – animação                           | Vários (for "What If... Doctor Strange Lost His Heart Instead of His Hands?")                               | Indicado  | [ 94 ]        |
| Hollywood Critics Association TV Awards | 14 de agosto de 2022    | Melhor streaming de série animada ou filme para TV        | What If...?                                                                                                 | Indicado  | [ 95 ]        |
| Dorian Awards                           | 17 de agosto de 2022    | Melhor programa de animação                               | What If...?                                                                                                 | Indicado  | [ 96 ]        |
| Primetime Creative Arts Emmy Awards     | 3–4 de setembro de 2022 | Melhor programa de animação                               | "What If... Doctor Strange Lost His Heart Instead of His Hands?"                                            | Indicado  | [ 97 ]        |
| Primetime Creative Arts Emmy Awards     | 3–4 de setembro de 2022 | Melhor performance de dublagem                            | Chadwick Boseman (por "What If... T'Challa Became a Star-Lord?")                                            | Venceu    | [ 97 ]        |
| Primetime Creative Arts Emmy Awards     | 3–4 de setembro de 2022 | Melhor performance de dublagem                            | Jeffrey Wright (por "What If... Ultron Won?")                                                               | Indicado  | [ 97 ]        |
| Golden Trailer Awards                   | 7 de outubro de 2022    | Publicidade mais inovadora para uma série de TV/Streaming | What If...?                                                                                                 | Indicado  | [ 98 ] [ 99 ] |
| Saturn Awards                           | 25 de outubro de 2022   | Melhor série animada                                      | What If...?                                                                                                 | Indicado  | [ 100 ]       |

## Documentário especial
Em fevereiro de 2021, a série de documentários Marvel Studios: Assembled foi anunciada. O especial  Assembled: The Making of What If ...?, vai aos bastidores do making of da série e foi lançado no Disney+ em 27 de outubro de 2021.

## Futuro

### Marvel Zombies
Em novembro de 2021, uma série animada denominada Marvel Zombies foi anunciada, com Andrews retornando à direção e Zeb Wells atuando como roteirista principal, concentrando-se em “uma nova geração de heróis” lutando contra zumbis. É uma continuação da realidade introduzida pela primeira vez no quinto episódio da série, que "olha para esse universo com uma lente diferente". Está programado para estrear no Disney+ em 2024, e consistirá em quatro episódios. Iman Vellani irá reprisar seu papel como Kamala Khan / Ms. Marvel na série.

### Potenciais projetos
Winderbaum notou que havia potencial para os personagens variantes da série aparecerem em live-action, apontando para o fato de que os conceitos "e se" da Marvel Comics acabaram chegando à continuidade dos quadrinhos principais. Andrews e Hayley Atwell expressaram interesse em um filme live-action estrelado por Atwell como Capitã Carter, embora Atwell quisesse a equipe criativa certa que pudesse "pavimentar o caminho para [Carter] explorar a consciência cultural de hoje e se tornar uma heroína moderna dos nossos tempos". Atwell primeiro reprisou o papel em live-action em Doctor Strange in the Multiverse of Madness como uma versão alternativa do personagem da Terra-838 (separado das versões vistas em What If...? e o UCM principal) que é um membro dos Illuminati. Uma série spin-off focada no T'Challa Senhor das Estrelas estava em desenvolvimento, mas foi deixada no "limbo" após a morte de Boseman.